# سیلیسیوم مونوهیدرید
سیلیسیوم مونوهیدرید (به انگلیسی: Silicon monohydride) یک ماده شیمیایی با فرمول مولکولی SiH است. یافته‌ها حاکی از حضور این مولکول به‌صورت تک‌لایه بر روی سطح سیلیسیوم جامد در محیط بین‌ستاره‌ای است. سیلیسیوم مونوهیدرید یک رادیکال است و تولید آن در محیط آزمایشگاهی با کمک با اعمال قوس الکتریکی بر روی سیلیسیوم، تحت فشار کمی از گاز هیدروژن، امکان‌پذیر است.